# Saint-Savinien
Saint-Savinien – miejscowość i gmina we Francji, w regionie Nowa Akwitania, w departamencie Charente-Maritime.
Według danych na rok 1990 gminę zamieszkiwało 2340 osób, a gęstość zaludnienia wynosiła 50 osób/km² (wśród 1467 gmin regionu Poitou-Charentes Saint-Savinien plasuje się na 115. miejscu pod względem liczby ludności, natomiast pod względem powierzchni na miejscu 46.).